# Barker Village Site
Pour les articles homonymes, voir Barker.
Le Barker Village Site est un site archéologique dans le comté de Summit, dans l'Ohio, aux États-Unis. Protégé au sein du parc national de Cuyahoga Valley, il est inscrit au Registre national des lieux historiques depuis le 19 avril 1978.